# Mixaderus sublunulatus
Mixaderus sublunulatus es una especie de coleóptero de la familia Aderidae. Fue descrita científicamente por Maurice Pic en 1936.

## Distribución geográfica
Habita en la República Democrática del Congo.